# Реинтеграция Приднестровья в Молдову
С момента возникновения Приднестровского конфликта предпринимались попытки и предложения по повторному включению непризнанного государства Приднестровье в состав Молдовы.

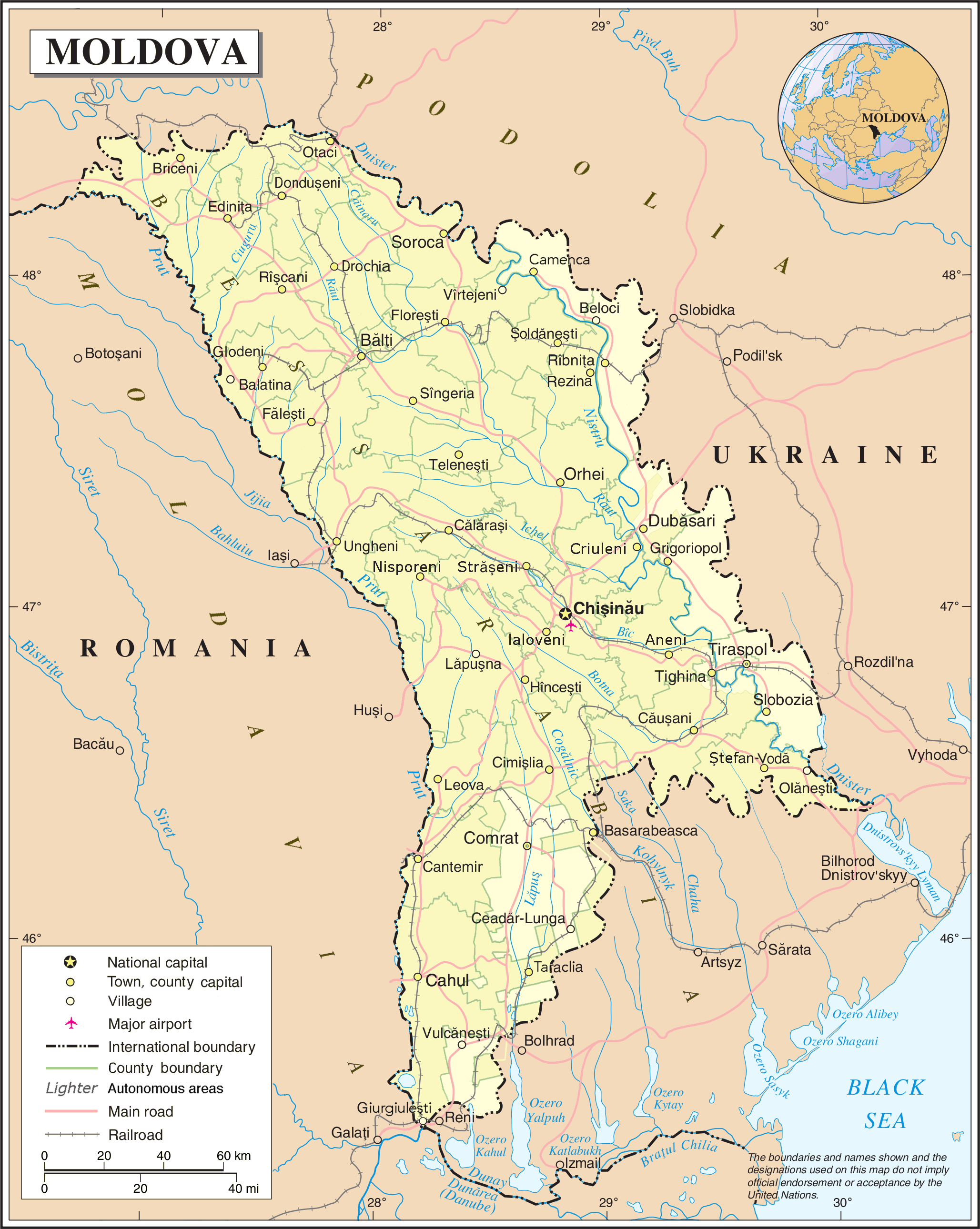
Карта Молдовы, показывающая территорию Приднестровья просто как другую часть страны

## Фон
После Приднестровской войны в начале 1990-х годов Приднестровье получило де-факто независимость при поддержке российского военного присутствия. Эта территория признана на международном уровне частью Молдовы, и ни одна другая страна не признала её независимость.
В международном праве Приднестровье считается частью Молдовы, и реинтеграция Приднестровья в Молдову предлагалась много раз. Некоторые опросы, проведённые на территории, показывают, что многие люди хотели бы присоединиться к Молдове в федерации. Многие приднестровцы также имеют молдавские паспорта, и некоторые голосуют на молдавских выборах. 
И бывший президент Молдовы Игорь Додон, и нынешний президент Майя Санду выразили намерение реинтегрировать Приднестровье с Молдовой, хотя они и не пришли к единому мнению о том, как это осуществить. Оценка, проведённая USAID в начале 2000-х годов, показала, что реинтеграция Приднестровья потребует существенной помощи от западных спонсоров, однако его фактическое отделение способствовало возникновению экономических и политических проблем в Молдове. 
Вступив в должность, Санду призвала российские войска покинуть Молдову и заявила, что она привержена реинтеграции Приднестровья.

## Попытки

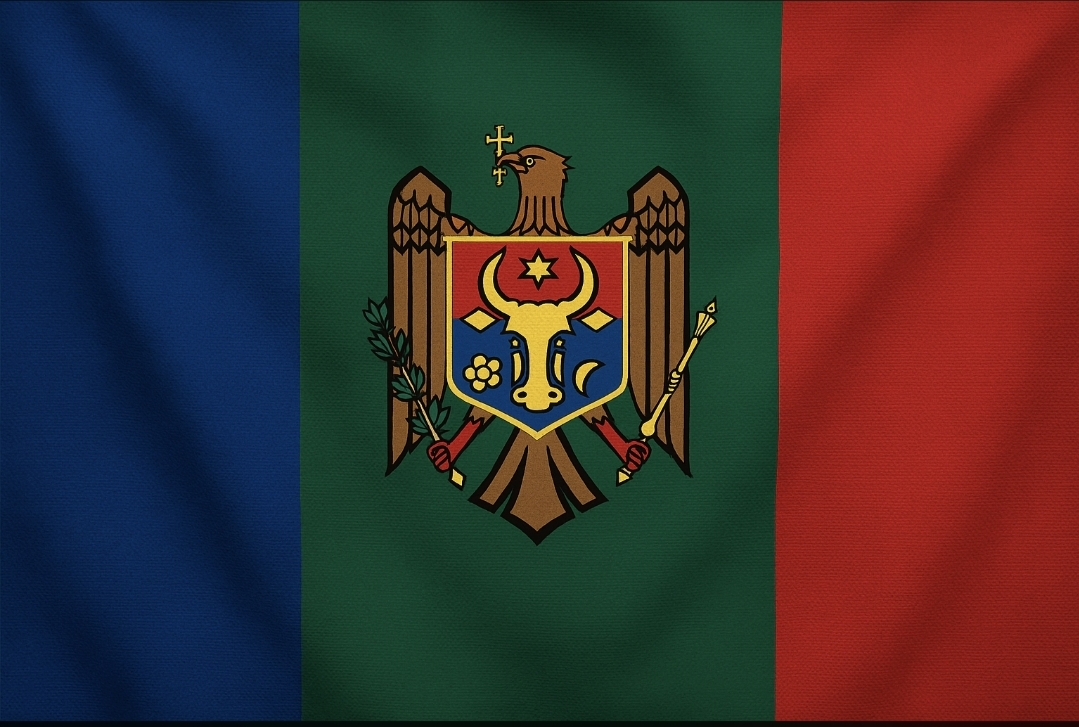
Флаг, предложенный молдавско-российским историком Владиславом Гросул для объединённой молдавско-приднестровской конфедерации (1997)

Один из случаев, когда разрешение приднестровского конфликта было близко, произошёл 8 мая 1997 года. В этот день был подписан Московский меморандум 1997 года, разработанный премьер-министром России Евгением Примаковым и поддержанный Украиной и Организацией по безопасности и сотрудничеству в Европе (ОБСЕ), который давал Приднестровью право заключать собственные международные экономические договоры и регулировать свою собственную экономическую деятельность, а также участвовать в любом решении внешней политики, принимаемым правительством Молдовы. Однако соглашение включало часть, призывавшую Молдову и Приднестровье «строить свои отношения в рамках общего государства», но без подробностей о том, каким будет это государство. Эта часть была предметом разного толкования обеими сторонами. В то время как молдаване думали, что страна будет унитарным государством и что Приднестровью придётся принять молдавские институты и законы, приднестровцы настаивали на свободной конфедерации. Поэтому соглашение не было реализовано, хотя спорная часть продолжала обсуждаться годы спустя.
Дальнейший прогресс был достигнут в 2003 году. Президент Молдовы Владимир Воронин, который уже заявил, что одной из его ключевых целей на посту президента будет возвращение Приднестровья, предложил президенту Приднестровья Игорю Смирнову помочь ему написать новую конституцию Молдовы для преобразования страны в федеративное государство, на что Смирнов согласился. Так начались молдавско-приднестровские переговоры при посредничестве России, Украины и ОБСЕ. Дмитрий Козак, заместитель премьер-министра России, также будет участвовать в этих переговорах после того, как Воронин призвал президента России Владимира Путина выступить посредником на них, но отдельно и не с другими посредниками. Проект так называемого меморандума Козака, который должен был создать «асимметричное» федеративное государство, был представлен Козаком в конце года, и обе стороны приняли его. Однако обновленная версия соглашения включала статьи, разрешающие долгосрочное российское военное присутствие в Молдове, против чего выступали посредники. Более того, меморандум Козака встретил сильное народное сопротивление в стране. По этим причинам 24 ноября, незадолго до того, как Путин покинул Москву, чтобы прибыть в Кишинёв, чтобы засвидетельствовать подписание, Воронин решил отклонить соглашение, сделав меморандум Козака ещё одной неудачной попыткой урегулирования.
26 апреля 2022 года, в разгар российского вторжения в Украину, советник президента Украины Алексей Арестович заявил в интервью, что Украина может решить проблему Приднестровья «в мгновение ока», предложив военные действия против Приднестровья, но только в том случае, если власти Молдовы обратятся за помощью к стране. Молдова официально отклонила это предложение, выразив свою поддержку только мирному исходу конфликта. В интервью, опубликованном 27 августа 2023 года, президент Украины Владимир Зеленский заявил, что победа Украины над Россией может позволить реинтегрировать Приднестровье в Молдову, восстановить территориальную целостность Грузии и положить конец режиму Александра Лукашенко в Беларуси.

## Общественное мнение
В исследовании, организованном Фондом Черноморского университета в период с октября 2018 года по февраль 2019 года, когда группе приднестровцев был задан вопрос о том, какой вариант приведёт к более быстрому развитию республики, только 5,2% из них ответили реинтеграцией в Молдову. Напротив, 37,1% из них ответили, что станут частью России, в то время как 22,6% заявили, что независимое и международно признанное Приднестровье будет. Это же исследование показало низкую приверженность приднестровцев молдавской идентичности, независимо от их этнической принадлежности. Только 14% чувствовали себя молдаванами, в то время как 37,3% чувствовали себя приднестровцами, 35,7% — русскими и 7,4% — украинцами. Результаты менялись в зависимости от возраста, так как, хотя 16% приднестровцев старше 60 лет считали себя молдаванами, как и 17,4% в возрасте от 45 до 59 лет и 15,7% в возрасте от 30 до 44 лет, только 7,2% людей в возрасте от 18 до 29 лет считали таковыми. Кроме того, 13,2% приднестровцев считали, что Молдова представляет угрозу для Приднестровья; страной-лидером по этому аспекту была Украина с 41,9%. Тем не менее, 5,8% и 49,3% приднестровцев описали отношения между населением Молдовы и Приднестровья как очень хорошие или хорошие соответственно, 32,1% и 7,4% сказали, что слабые или очень слабые, а остальные 5,4% не ответили. 